# Кејкавус I
Кејкавус I (ст. тур. كَیکاوس, тур. I. Keykâvus, грч. Καϊκαούσης Α΄) или пуним именом Изедин Кејкавус ибн Кејхусрев (ст. тур. عز الدٖين كيكاوس بن كيخسرو, тур. İzzeddin Keykâvus bin Keyhüsrev; 6. октобар 1180 — Сивас, 7. јануар 1220), био је селџучки румски султан (1211—1220). Током његове владавине се наставља успон Румског султаната који је почео за владе његовог оца.
Био је син румског султана Кејхусрева I, са којим је од 1197. до 1203. године био у егзилу Константинопољу, пошто је био збачен с власти. Престо је наследио у деликатном тренутку, у пролеће 1211. године, после очеве погибије у бици код Антиохије на Меандру против Никејског царства. Бивши византијски цар Алексије III Анђел, чије враћање на власт је био наводни повод за рат, био је заробљен и присилно замонашен у никејском манастиру. Суочен са побунама чланова своје породице, између осталих и брата Кејкубада, Кејкавус је пожурио је да склопи мир са Никејом, да би се посветио бројним унутрашњим питањима. По споразуму, уз одређене не тако велике територијалне уступке Никеји, Румски султанат је добио дугогодишњи предах на западу. Са своје стране, никејски цар Теодор I Ласкарис је, да би онемогућио било какву Кејкавусову офанзиву на тој страни, склопио и династички савез са јерменском краљевином у Киликији, оженивши се 1214. год. синовицом њеног краља Лава I.
Пошто је средио унутрашње прилике у својој земљи заробивши браћу 1213. године, Кејкавус је почео да води агресивну спољну политику. Прво је напао Трапезунтско царство, једну од земаља које су настале на рушевинама Византије после Четвртог крсташког рата, и 1214. год. освојио Синоп, одсекавши царство од осталих ромејских поседа на западу. Потом је потукао цара Алексија I Великог Комнина, заробио га, а затим га вратио на трапезунтски престо као свог вазала. Следећа офанзива била је усмерена на Јерменску Киликију, са којом је Теодор Ласкарис раскинуо савез пошто је раскинуо брак са њеном принцезом, 1215. године. Овом кампањом су биле враћене неке територије које су Јермени освојили од Селџука током пређашег грађанског рата. Истовремено, Кејкавус се умешао и у унутрашње сукобе Ајубида да би ослабио њихову моћ. Саладинов син Ел Афдал му је понудио Алеп, ако успе да га врати на место емира Дамаска. Међутим, султан је био поражен у овом походу од стране владара Џазире Ел Ашрафа Мусе. Уследила је султанова жива дипломатска активност са циљем да се нађу савезници против Ајубида. Склопљен је савез са крсташима Петог крсташког рата, а потом је ступио у везу и са зенгиским владарима Мосула. Међутим, велику заједничку офанзиву спречила је султанова смрт.
Кејкавус је умро од туберколозе 7. јануара 1220. године у Сивасу и сахрањен је у тамошњој Сифаје медреси, која је по његовој наредби саграђена. На престолу га је наследио брат Кејкубад I.